# 洪果尔
洪果尔，又译孔果尔（16世纪—1641年）:143，清初蒙古科尔沁部王公、扎萨克冰图郡王。
他是成吉思汗二弟拙赤合撒儿的后裔。父亲纳穆赛号都喇勒诺颜，有兄弟莽古斯、明安二人。万历四十年（1612年），他的侄女即明安之女成为努尔哈赤福晋，开启满蒙联姻序幕。万历四十三年（1615年）正月初一日，洪果尔送女浩善至后金，嫁予努尔哈赤为福晋。另一个女儿博克托则是努尔哈赤之子阿濟格的继福晋:143。
天聪十年（1636年），后金平察哈尔，获得传国玺“制誥之寶”。土谢图济农巴达礼偕台吉乌克善、满珠习礼、布达齐、洪果尔等人去盛京贺捷。皇太極改元崇德。礼成叙功，下诏科尔沁部设五个扎萨克，分领其众，赐亲王、郡王、镇国公爵等。洪果尔为其一，即冰图郡王。崇德六年（1641年），洪果尔逝世:143。

## 子女
- 儿子
  - 巴敦[1]:143
  - 额参[1]:143
  - 额德，康熙帝慧妃的祖父[1]:143
- 女儿，可查者两人[1]:143
  - 浩善，即寿康太妃，努尔哈赤福晋
  - 博克托，努尔哈赤之子阿濟格的继福晋